# 촛불소녀
촛불소녀는 2008년 5월 2일 청계광장과 서울시청 일대에서 시작되어 100일 넘게 진행된 촛불문화제에서 가장 먼저 촛불을 들고 나온 10대 청소년들을 일컫는 말이다. 비영리 사회단체인 나눔문화에서 만든 2008 대한민국 촛불의 상징 캐릭터로 이후 네티즌들에 의해 촛불언니, 촛불오빠, 촛불 엄마 등 다양한 캐릭터로 재탄생됐다.
7월 5일 불교계의 시국법회 때는 연꽃에 촛불을 받치고 서있는 촛불소녀 상이 등장했으며 그 상을 뒤로 수많은 신자들과 스님들이 집회 행사를 진행하기도 했다.
촛불소녀 상은 연등 형식처럼 제작되어 불을 켠 후 안국동에서 시청 광장까지 수경, 지관 스님을 비롯해 수많은 불교계 인사들과 시민들이 45배를 올리기도 했다.